# George Miller (politiker)
George Miller III, född 17 maj 1945 i Richmond, Kalifornien, är en amerikansk demokratisk politiker. Han var ledamot av USA:s representanthus 1975–2015.
Miller studerade vid Diablo Valley College, San Francisco State University och University of California, Davis. Han arbetade sedan som advokat i Kalifornien.
Miller blev invald i representanthuset i kongressvalet 1974. Han omvaldes nitton gånger. Han var ordförande i representanthusets utbildningsutskott 2007–2011.
Miller och hustrun Cynthia har två vuxna barn.